# Andrew Lansley

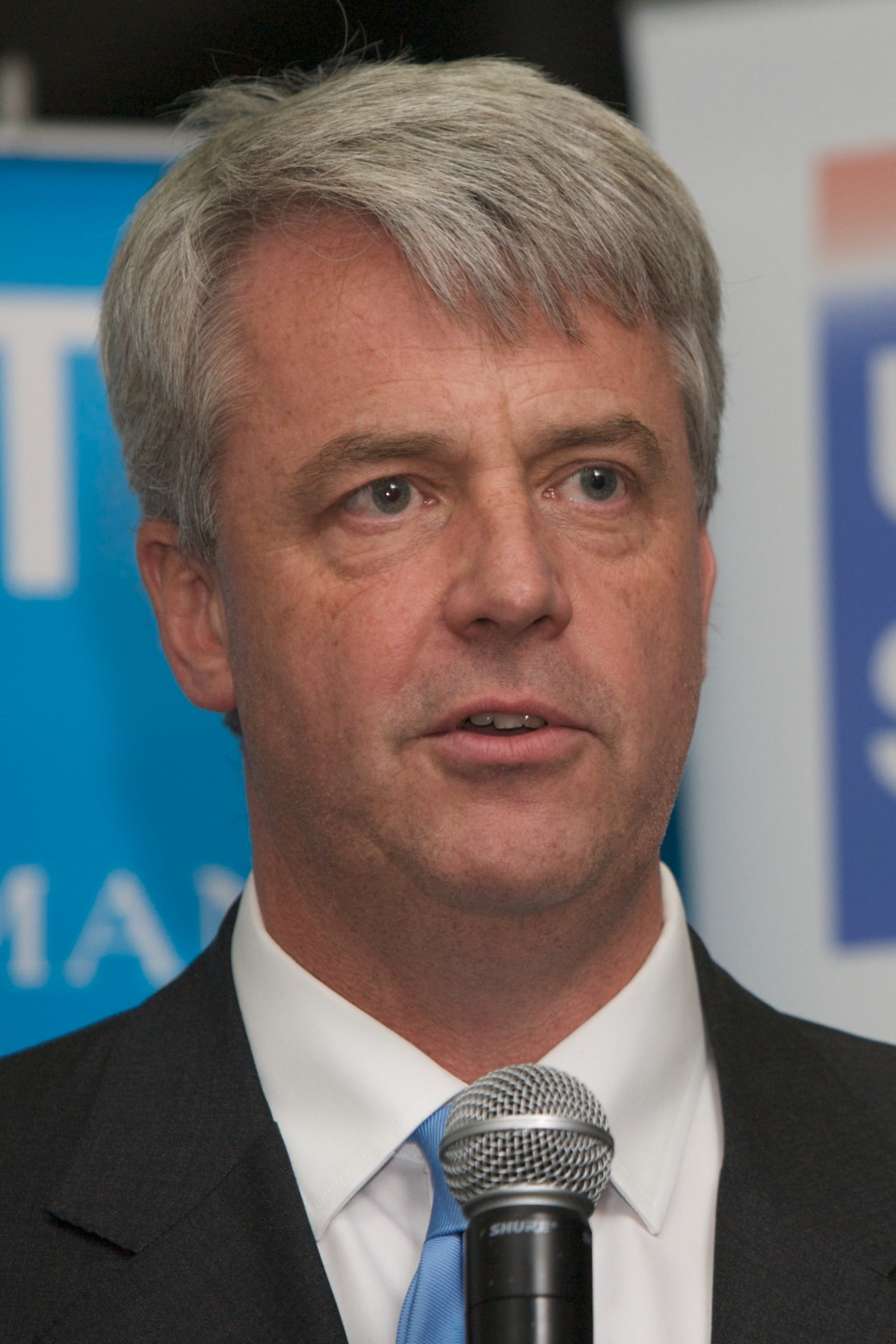
Andrew Lansley (Oktober 2009)

Andrew David Lansley, Baron Lansley, CBE (* 11. Dezember 1956 in Hornchurch, London Borough of Havering) ist ein britischer Politiker der Conservative Party. Er war von 2010 bis 2012 Gesundheitsminister und von 2012 bis 2014 Leader of the House of Commons  und Lordsiegelbewahrer im Kabinett Cameron I. Von 1997 bis 2015 war Lansley Mitglied des House of Commons und ist seit 2015 Mitglied des House of Lords.

## Biografie
Der Sohn eines Laboranten studierte nach dem Besuch der Brentwood School Politikwissenschaft an der University of Exeter und schloss dieses Studium mit einem Bachelor of Arts (B.A. Politics) ab.
Im Anschluss wurde er 1984 Leitender Privatsekretär und Chef des Privatbüros des konservativen Unterhausabgeordneten Norman Tebbit, der während dieser Zeit Minister für Industrie und Handel und dann Chancellor of the Duchy of Lancaster in der Regierung von Premierministerin Margaret Thatcher sowie Geschäftsführender Vorsitzender (Chairman) der Conservative Party war. Nach Beendigung dieser Tätigkeit war er zwischen 1987 und 1990 Stellvertretender Generaldirektor der Britischen Handelskammer.
Danach war Lansley von 1990 bis 1995 Direktor der Forschungsabteilung der Konservativen Partei und als solcher 1992 Manager des Wahlkampfes der Conservative Party bei den Unterhauswahlen 1992. Für seine dortigen Verdienste wurde ihm der Titel eines Commander des Order of the British Empire verliehen. Danach wurde er 1996 Vizepräsident der Vereinigung der Kommunalverwaltungen (Local Government Association) und übt diese Funktion bis heute aus.
Bei den Unterhauswahlen im Mai 1997 wurde er für die Konservativen schließlich selbst zum Mitglied des Unterhauses (House of Commons) gewählt und vertritt dort seitdem den neugeschaffenen Wahlkreis South Cambridgeshire. Ein Jahr darauf wurde er im Mai 1998 Vizevorsitzender der Konservativen und war innerhalb des Parteivorstandes verantwortlich für die politische Erneuerung der Partei. Während seiner Mitgliedschaft im Unterhaus war er Mitglied der Ausschüsse für Gesundheit sowie für Handel und Industrie sowie Vorsitzender der überparteilichen Parlamentarischen Arbeitsgruppe zum Schlaganfall.
Zwischen Juni 1999 und September 2001 war er erstmals Mitglied des konservativen Schattenkabinetts und in diesem Schattenminister für das Kabinettsamt und Politikbewertung.
Im November 2003 wurde er als Schattengesundheitsminister erneut in das Schattenkabinett der Conservative Party berufen und gehörte diesem bis Mai 2010 an. Als solcher war er maßgeblich verantwortlich für die Überzeugung der Bevölkerung zur Unterstützung des konservativen Programms zum National Health Service (NHS). Dabei konnte er auf seine Erfahrungen im zuständigen Unterhausausschuss zurückgreifen.
Im Januar 2010 kam es zu einer Kontroverse nachdem sein persönliches Büro 21.000 Pfund Sterling von John Nash, dem Vorsitzenden des privaten Krankenpflegeunternehmens Care UK, erhalten hatte. Der damalige Gesundheitsminister der Labour-Regierung von Gordon Brown, Andrew Burnham, schrieb daraufhin einen Brief an den konservativen Parteiführer David Cameron, um von diesem die Garantie zu erhalten, dass die Gesundheitspolitik der Conservative Party nicht von privaten Krankenpflegeunternehmen diktiert wird.
Nach dem Wahlsieg der Conservative Party bei den Unterhauswahlen 2010 wurde er am 11. Mai 2010 von Premierminister David Cameron als Gesundheitsminister ins britische Kabinett berufen. 2012 wurde er Leader of the House of Commons, den er bis 2014 bekleidete. Am 30. März 2015 schied Lansley aus dem House of Commons aus.
Am 5. Oktober 2015 wurde Lansley zum Life Peer mit dem Titel Baron Lansley, of Orwell in the County of Cambridgeshire ernannt. Damit wurde er auch Mitglied des House of Lords.
Im Juli 2017 wurde bei ihm Darmkrebs diagnostiziert und er unterzog sich einer Operation mit anschließender monatelanger Chemotherapie.